# Kornis Pál (ügyvéd)
Tótváradjai Kornis Pál Károly (Bölcske, 1824. január 24.–Paks, 1876. április 22.), ügyvéd, 1848-as honvédszázados, földbirtokos. 

## Felmenői
A nemesi származású tótváradjai Kornis család sarja. Apja idősebb tótváradjai Kornis Pál (1780–1835) Tolna vármegye esküdtje, szolgabírája, főügyésze, táblabíró, földbirtokos, anyja lukanényei Luka Mária (1789–1855). Az apai nagyszülei tótváradjai Kornis Sándor
(1751–1808), ügyvéd, táblabíró, földbirtokos és dadai Nagy Rozália (1747–1832) voltak. Kornis Pál leánytestvérei: Kornis Konstancia, akinek a férje idősebb csolnokosi Cholnoky Imre (1820–1901) ügyvéd, jogi szakíró, Kornis Rozália, akinek a férje tahivári és tarkői Tahy János, Kornis Éva (1813–1873), akinek a férje krompachi Egerer József (1807–1883), Kornis Mária, akinek a férje Gyurikovics István, valamint Kornis Apollonia (1825–1906), akinek a férje Kornis Károly (1821–1863), ügyvéd, 1848-as honvéd. Fivére: tótváradjai Kornis László, szolgabíró, esküdt, 1848-as honvéd főhadnagy, földbirtokos, akinek a neje Makay Terézia volt.

## Élete
1848. november 18-tól honvéd hadnagy, december 21-tól főhadnagy a szerveződő 2. utászzászlóaljnál. 1849 januárjától alakulatával a Központi Mozgó Seregnél (később II. hadtest) szolgált. 1849. március 16-ától százados a 3. utászzászlóaljban Tiszafüreden, majd a felső-magyarországi (IX.) hadtestben.
A fegyverletétel után besorozták a 30. gyalogezredhez, majd 1851. január 14-én elbocsátották. 1867 táján ügyvédként tevékenykedett Pakson.

## Házassága
1858. január 12én Győrben vette feleségül a győri római katolikus polgári Schandl családból való Schandl Klementina Rozália (Győr, 1835. október 22. – Paks, 1884. február 27.) kisasszonyt, akinek a szülei Schandl János (1799–1881), Győr szabad királyi város képviselője az 1848-as szabadságharc alatt, Győr községi tanácsosa, győri bérháztulajdonos, gyümölcs- és gabonakereskedő, kasznár, dunaszentpáli földbirtokos, valamint Lakner Alojzia (1810–1879) voltak. Schandl Klementina apai nagyszülei idősebb Schandl János (1758–1826), Észak-Komárom város tanácsosa, borkereskedő, polgár, és Oszvald Eleonóra (1769–1805) úrnő voltak; az anyai nagyszülei Lakner Mátyás (1784–1860), gróf Zichy János (1777–1830) Komárom megyében fekvő ószőnyi uradalmának tiszttartója, valamint Pachl Terézia (1791–1865) voltak. A menyasszonynak a testvérei: Schandl Terézia (1830–1855]), akinek a férje nemespanni Barta Adolf (1823–1894), köz- és váltóügyvéd Esztergomban, 1848-as honvéd, Schandl Mátyás (1834–1914), főhercegi uradalmi főszámvevő József főherceg udvarában, földbirtokos, valamint Schandl Alojzia (1837–1915), akinek a férje nemeskéri Kiss István (1833–1884), gyógyszerész, nemesvidi és marcali gyógyszertártulajdonos.  Schandl Klementinának az egyik elsőfokú unokatestvére idősebb szalacsi és nagytanyi Szalachy Sándor (1835–1901), sződi földbirtokos, Pest vármegye bizottsági tagja; Szalachy Sándor anyja Szalachy Antalné Schandl Terézia (1802–1887), aki nemeskéri Kiss Istvánné Schandl Klementinának a nagynénje volt. Kornis Pál és Schandl Klementina frigyéből nem született gyermek.